# Schinna
Schinna est un quartier de la commune allemande de Stolzenau, dans l'arrondissement de Nienburg/Weser, Land de Basse-Saxe.

## Géographie
Schinna se situe à environ 2 km au nord de Stolzenau, là où la Landesstraße 349, venant de Steyerberg, rencontre la Landesstraße 351, qui va de Liebenau à Stolzenau. La Weser passe à 2 km à l'est.

## Histoire
Depuis la réforme régionale, entrée en vigueur le 1er mars 1974, la commune de Schinna, auparavant indépendante, est l'un des neuf quartiers de la commune de Stolzenau.

## Source, notes et références
- (de) Cet article est partiellement ou en totalité issu de l’article de Wikipédia en allemand intitulé « Schinna » (voir la liste des auteurs).

1. ↑  (de) Statistisches Bundesamt, Historisches Gemeindeverzeichnis für die Bundesrepublik Deutschland. Namens-, Grenz- und Schlüsselnummernänderungen bei Gemeinden, Kreisen und Regierungsbezirken vom 27.5.1970 bis 31.12.1982, 1983 (ISBN 3-17-003263-1), p. 199